# Língua kawésqar
O kawésqar também conhecido como Alacaluf, é uma língua isolada criticamente ameaçada falada no sul do Chile pelo povo alacalufe ou kawésqar.

## Outros nomes
Qawasqar [ISO 639-3], Alacaluf, Halakwulup, Kaweskar, Alakaluf, Kawaskar, Kawesqar, Qawashqar, HalakWalip, Hekaine, Kaueskar, Aksanás;

## Falantes
Acredita-se que há menos de 10 falantes desse idioma, sendo a maioria desses na ilha de Wellington, situada a sudoeste do Chile, 49 S – porto de Éden. A maioria dos falantes é monolíngue, havendo alguns entre 3 e 20 anos de idade.
Originalmente havia diversos dialetos. O kakauhua era considerado como um desses, embora pela ISO 639-3 e no Ethnologue seja considerado como outra língua do mesmo grupo.

## Alfabeto
Usa-se o alfabeto latino : a, æ, c, c', e, f, h, i, j, k, k', l, m, n, o, p, p', q, r, rr, s, t, t', u, w, x. havendo porém algumas diferenças entre os dialetos, com sons não aqui representados.
Esse Alfabeto Oficial da Língua Kawésqar é de 1999, elaborado por Oscar Aguilera e José Tonko Paterito. São 26 letras: 6 vogais (inclui æ), 2 semivogais (j w), 18 consoantes. Os apóstrofos em p, t, y, k, indica serem ejetivas e não oclusivas.

## Fonologia

### Vogais
|         | Frontal | Central | Posterior |
| ------- | ------- | ------- | --------- |
| Fechada | i       |         | u         |
| Medial  | e       |         | o         |
| Aberta  | æ       | a       |           |

### Consoantes
|              | Labial | Alveolar | Palatal | Velar | Uvular | Glotal |
| ------------ | ------ | -------- | ------- | ----- | ------ | ------ |
| Nasal        | m      | n        |         | ŋ     |        |        |
| Plosiva      | p      | t        | ʧ       | k     | q      | ʔ      |
| Ejetiva      | pʼ     | tʼ       | ʧʼ      | kʼ    |        |        |
| Fricativa    | f      | s        |         |       |        | h      |
| Rhótica      |        | r - ɾ    |         |       |        |        |
| Approximante | w      | l        | j       |       |        |        |

## Gramática
O kawésqar apresenta sistema complexo de tempos gramaticais com base nos contrastes entre os mesmos:
- Futuro
- Presente
- Passados:
  - Imediato
  - Recente
  - Distante
- Eventos Mitológicos;